# Andrej Sergeevič Bubnov
Andrej Sergeevič Bubnov (in russo Андрей Сергеевич Бубнов?; Ivanovo-Voznesensk, 4 aprile 1884, 22 marzo del calendario giuliano – Mosca, 1º agosto 1938) è stato un politico e militare sovietico.

## Biografia
Nato nella famiglia di un commerciante, si iscrisse nel 1903 al Partito Operaio Socialdemocratico Russo. Ripetutamente arrestato dalla polizia zarista, dall'estate del 1917 entrò per un breve periodo nel Comitato centrale e nel Politburo del Partito bolscevico russo. Dall'anno successivo fece parte degli organismi dirigenti del Partito bolscevico ucraino e nel 1919 fu Commissario del popolo per gli affari interni della RSS Ucraina. Fu membro del Comitato centrale del Partito Comunista di tutta l'Unione dal 1924 al 1938, fece parte dell'Orgburo dal 1924 al 1934 e fu Segretario del Comitato centrale dall'aprile al dicembre del 1925. Nel 1929 successe allo scomparso Lunačarskij alla guida del Commissariato del popolo per l'istruzione della RSFS Russa. Arrestato nell'ottobre 1937 durante le Grandi purghe, fu giustiziato l'estate successiva nel poligono di Kommunarka, a Mosca.
Dopo la morte di Stalin, Bubnov fu riabilitato ufficialmente nel 1956 in seguito alle risultanze delle indagini effettuate dalla commissione Pospelov, incaricata di studiare le repressioni staliniane.